# Blind Rage
Albums de Accept
Stalingrad
(2012) The Rise of Chaos
(2017)
Blind Rage est le quatorzième album du groupe de heavy metal allemand Accept. Il est sorti le 15 août 2014. Comme pour les deux précédents albums, il est distribué par le label allemand Nuclear Blast Records

## Musique
En avril 2014, le groupe révèle le titre et la pochette de son nouvel album. « Il est sauvage et effrayant, et il s'intitule "Blind Rage" » annonce Wolf Hoffmann. La sortie initialement prévue pour le 18 juillet 2014 fut reportée au 15 août 2014. La pochette montre, sur un fond rouge apocalyptique, un taureau diabolique sur le point de charger. L'album, comme les deux précédents, est produit, mixé et masterisé par Andy Sneap. Le guitariste et principal compositeur du groupe Wolf Hoffmann en explique le concept :

« En fait nous avions d’abord eu l’idée pour l’illustration et ensuite, lorsque nous avons commencé à chercher un titre, aucun des titres de chansons que nous avions sur l’album ne faisait sens avec l’illustration et représentait vraiment l’album dans son ensemble. Nous avons donc trouvé ce titre « Blind Rage », en nous inspirant de tout ce qui est en train de se passer en ce moment dans le monde, toute cette rage folle que l’on voit, par exemple politiquement et ce qui s’est passé dernièrement en Ukraine. Il n’y a pas de concept profond derrière ça, mais ça paraissait coller à l’album dans son ensemble. »

Un des solos du morceau Final Journey reprend le thème Au matin d'Edvard Grieg (Peer Gynt, 1876).

## Composition du groupe
- Mark Tornillo - Voix
- Wolf Hoffmann - Guitare
- Herman Frank - Guitare
- Peter Baltes - Basse
- Stefan Schwarzmann - Batterie

## Liste des titres
1. "Stampede"
2. "Dying Breed"
3. "Dark Side of My Heart"
4. "Fall of the Empire"
5. "Trail of Tears"
6. "Wanna Be Free"
7. "200 Years"
8. "Bloodbath Mastermind"
9. "From the Ashes We Rise"
10. "The Curse"
11. "Final Journey"
12. Bonus track de l'édition japonaise: "Thrown to the Wolves"

La version limitée du disque inclut un DVD bonus contenant l'enregistrement d'un concert lors du Stalingrad Tour, le 12 avril 2013, au théâtre Caupolino, à Santiago du Chili. 
1. "Intro"
2. "Hung, Drawn & Quartered"
3. "Hellfire"
4. "Restless & Wild"
5. "Losers & Winners"
6. "Stalingrad"
7. "Breaker"
8. "Bucket Full of Hate"
9. "Monsterman"
10. "Shadow Soldier"
11. "Amamos la Vida"
12. "Guitar Solo Wolf"
13. "Neon Knights"
14. "Bulletproof"
15. "Aiming High"
16. "Princess of the Dawn"
17. "Up to the Limit"
18. "No Shelter"
19. "Pandemic"
20. "Fast as a Shark"
21. "Metal Heart"
22. "Ball to the Wall"

## Production
- Produit, mixé et masterisé par Andy Sneap[1].
- Couverture réalisée par Dan Goldsworthy[1]

## Liens Externes
- http://www.metalsickness.com/chronique-album-cd-dvd-metal/chronique-accept-blind-rage-nuclear-blast-2014.html